# 139. vestlige længdekreds
Den 139. vestlige længdekreds (eller 139 grader vestlig længde) er en længdekreds, der ligger 139 grader vest for nulmeridianen. Den løber gennem Ishavet, Nordamerika, Stillehavet, det Sydlige Ishav og Antarktis.